# Elachertus divergens
Elachertus divergens är en stekelart som beskrevs av Zhu och Huang 2001. Elachertus divergens ingår i släktet Elachertus och familjen finglanssteklar. Inga underarter finns listade i Catalogue of Life.